# Ust´-Koksa
Ust´-Koksa – wieś w Rosji, w Republice Ałtaju, stolica rejonu ust-koksińskiego. W 2002 liczyło 3 986 mieszkańców.
Znajduje się tu dyrekcja Katuńskiego Rezerwatu Biosfery.